# Their Satanic Majesties Request
Their Satanic Majesties Request je album skupiny Rolling Stones vydané v roce 1967. Jde o první album kapely, které bylo vydáno celosvětově ve stejném formátu. Nahrávání alba bylo zkomplikováno soudními procesy se členy kapely za držení drog. Mick Jagger byl odsouzen na tři měsíce a Keith Richards na rok, ale po protestech byli brzy propuštěni. Album nebylo dobře přijato. Bylo považováno za špatně koncipovaný pokus předčit album Sgt. Pepper's Lonely Hearts Club Band skupiny Beatles. Album Their Satanic Majesties Request se umístilo druhé na americkém a třetí na britském hudebním žebříčku. Z počátku se album prodávalo dobře, ale jeho komerční úspěch později prudce klesal. Odpověď publika a sílící odmítání květinové síly Jaggerem a Richardsem mohly pro Stones znamenat bod zlomu.
V roce 1968 se Stones mohli vrátit k tvrdému, energickému blues, které je proslavilo v začátcích jejich kariéry.
Název alba je hříčkou s textem „Her Britannic Majesty requests and requires…“, který je obsažen v britských pasech.
Není mnoho alb, na která se sneslo tolik kritických a rozporuplných ohlasů, jako na tento psychedelický úlet Rolling Stones. Jedni ho odmítají jako nezdařený pokus o stounovského Seržanta Pepře, jiní jsou naopak fascinováni vynalézavými aranžemi, které dokázaly spojit africké rytmy nebo mellotrony s orchestrální hudbou. Ve studiu skupina doposud, ani nikdy poté, tolik nezariskovala jako při práci na tomto albu. To je možná také důvod, proč zůstalo nedoceněno a zavrhováno puritánskými posluchači, kteří očekávali, že Rolling Stones zůstanou natrvalo ve svých zajetých, blues-rockových kolejích. Neprávem. Dobrá poloviny materiálu na této desce je velmi kvalitní, zejména píseň „She's a Rainbow“ s nádhernými melodiemi klavíru a smyčců, rytmická „Citadel“, zamlžená až snová „In Another Land“ (vůbec první autorská skladba Billa Wymana, který v ní i zpívá) nebo temná, skličující vypalovačka „2000 Light Years from Home“, jejíž děsivou atmosféru vytvořil Brian Jones pomocí mellotronu. Příčina negativního ohlasu tohoto alba je tak v tom, že obsahuje i několik slabých skladeb, zejména nekonečný psychedelický jam „Sing This All Together (See What Happens)“. Celkově se ale jedná o dobrou desku, která se jen nevyvarovala některých zbytečných „uměleckých“ přikrášlení. Tato zkušenost byla pro skupinu nicméně důležitá, neboť již v následujícím roce se vrátila zpět ke svým hudebním kořenům a dala vzniknout dalším fascinujícím nahrávkám.

## Personál

### The Rolling Stones
- Mick Jagger - zpěv (1 - 2, 4, 6-10), doprovodné vokály (1, 3, 6), rumba koule (2, 9, 10), tamburína (6)
- Keith Richards - elektrická kytara (1-2, 4-10), doprovodné vokály (1, 3, 7-9), akustická kytara (3-4, 6-7), baskytara (1, 2, 9-10)
- Brian Jones - mellotron (1-3, 5-10), saxofon (1-2), varhany (7), dulcimer (4, 8-9), flétna (8), doprovodné vokály (1)
- Bill Wyman - baskytara (1-10), zpěv a varhany (3), oscilátor (9), doprovodné vokály (1)
- Charlie Watts - bicí (1-7, 9-10), tabla (8)

#### Ostatní hudebníci
- Nicky Hopkins - piáno (1, 3, 4, 6, 7, 9-10), varhany (4), cembalo (3, 6)
- John Paul Jones - orchestr (6)

## Seznam skladeb
Autory jsou Mick Jagger a Keith Richards, pokud není uvedeno jinak.

### Strana 1
1. „Sing This All Together“ – 3:47
2. „Citadel“ – 2:51
3. „In Another Land“ (Bill Wyman) – 3:14
4. „2000 Man“ – 3:08
5. „Sing This All Together (See What Happens)“ – 8:34

### Strana 2
1. „She's a Rainbow“ – 4:35
2. „The Lantern“ – 4:23
3. „Gomper“ – 5:09
4. „2000 Light Years from Home“ – 4:45
5. „On with the Show“ – 3:39